# Technicolor Motion Picture Corporation
Pour les articles homonymes, voir Technicolor.
Ne doit pas être confondu avec Technicolor (entreprise française).
Technicolor Motion Picture Corporation est une entreprise américaine fondée à Boston en 1914 (puis transférée dans le Maine dès 1915) et pionnière de la technologie Technicolor. 
L'entreprise, qui appartenait alors à Carlton Television, a été rachetée en 2000 par Thomson, qui en a repris le nom en 2009.